# Seongsan Ilchulbong
Le Seongsan Ilchulbong (성산일출봉), ce qui signifie « pic du soleil levant de Seongsan », est un cône volcanique formé par des éruptions sur un fond marin peu profond il y a environ 5 000 ans. Situé sur la côte est de l'île de Jeju en Corée du Sud, près de la petite ville de Seongsan, et censé ressembler à un gigantesque ancien château, ce cône haut de 182 mètres a un cratère en forme de cuvette préservée et présente également diverses structures internes résultant de l'érosion marine. Ces caractéristiques sont considérées comme ayant une valeur géologique, car elles fournissent des informations sur les processus éruptifs des volcans dans le monde entier ainsi que sur l'activité volcanique de Seongsan Ilchulbong elle-même.
C'est un volcan satellite du Hallasan, principale montagne de l'île, avec laquelle il est classé au patrimoine mondial dans le groupe Île volcanique et tunnels de lave de Jeju.

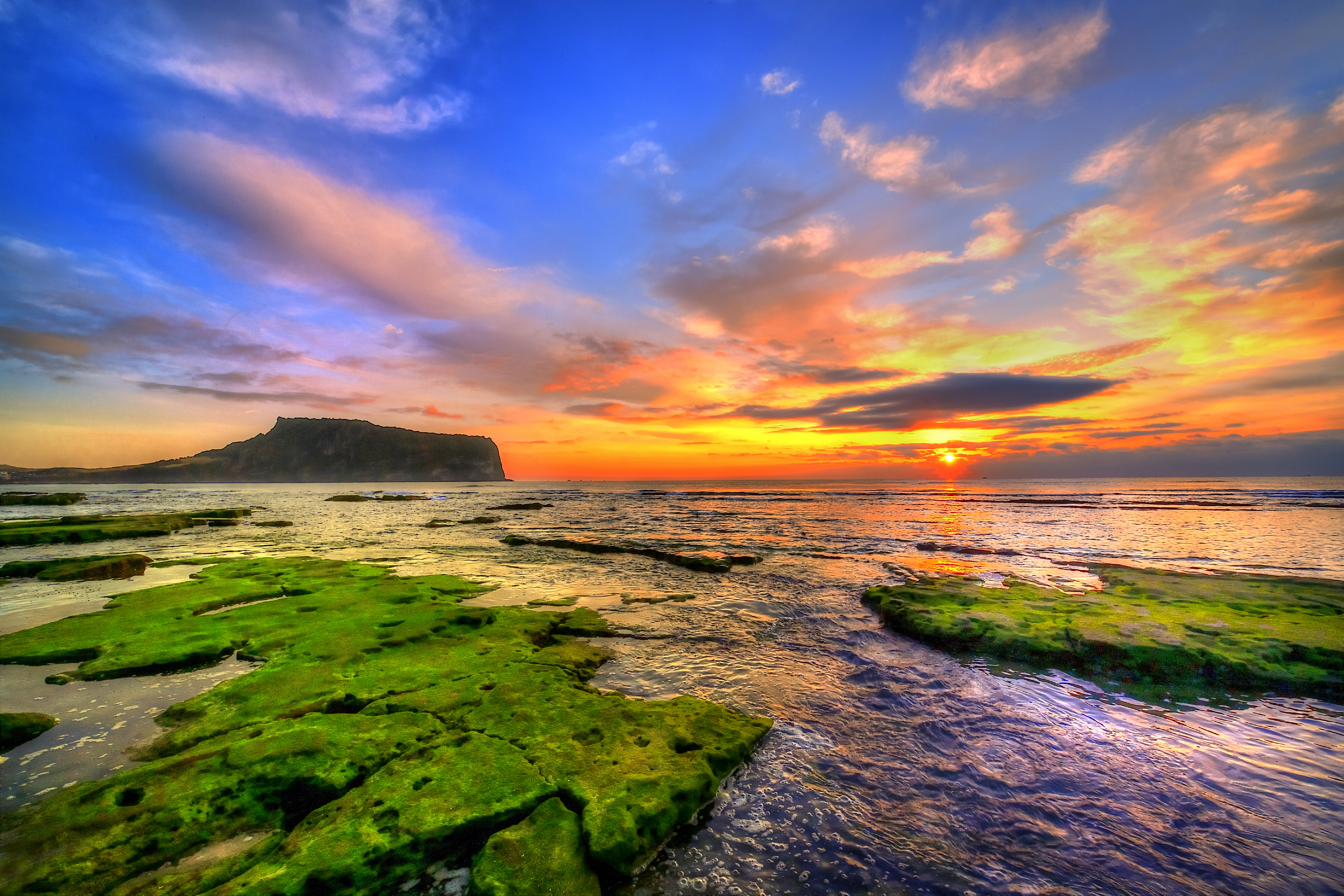
Lever de soleil sur Seongsan Ilchulbong.
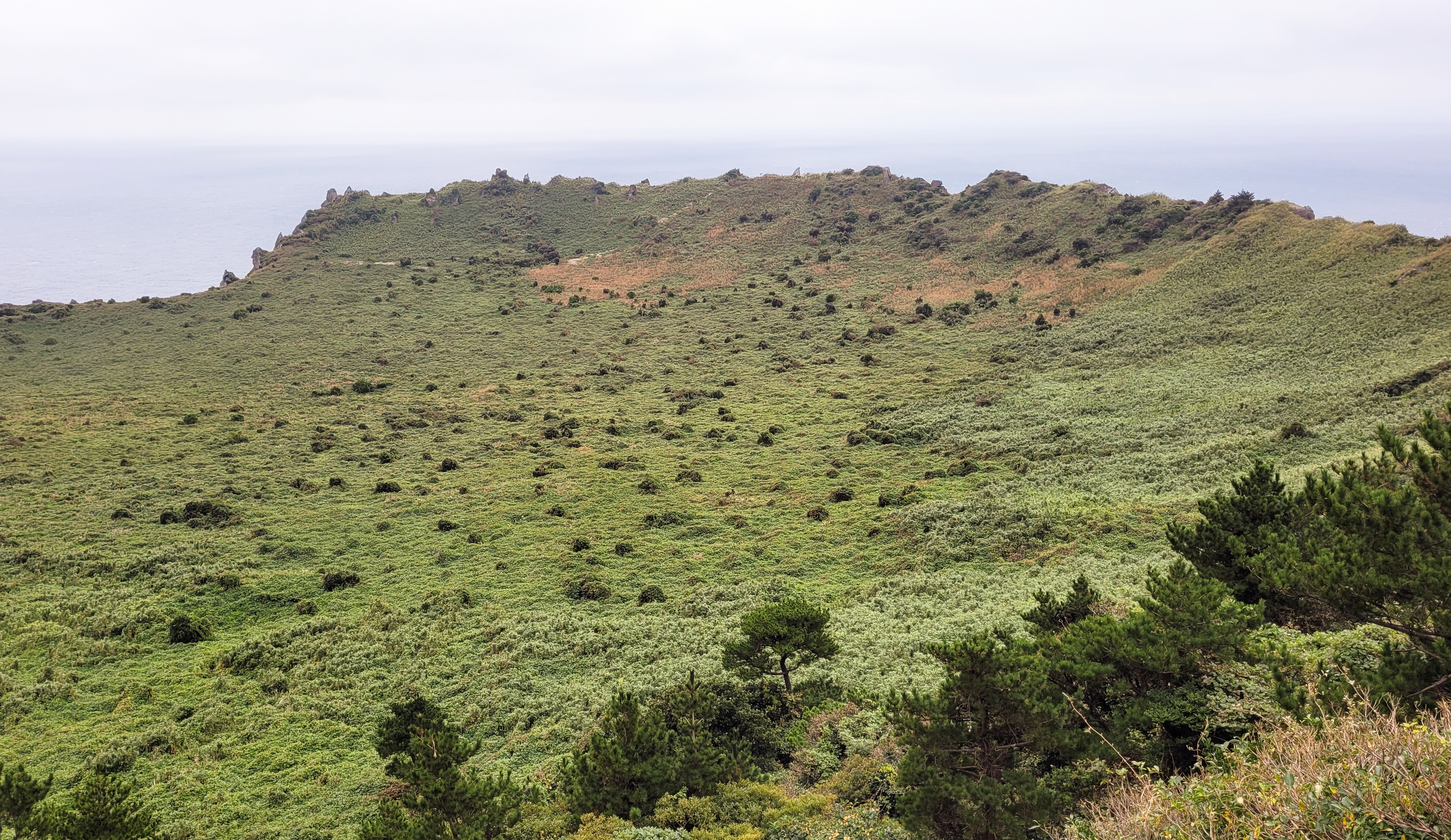
Vue du cratère.
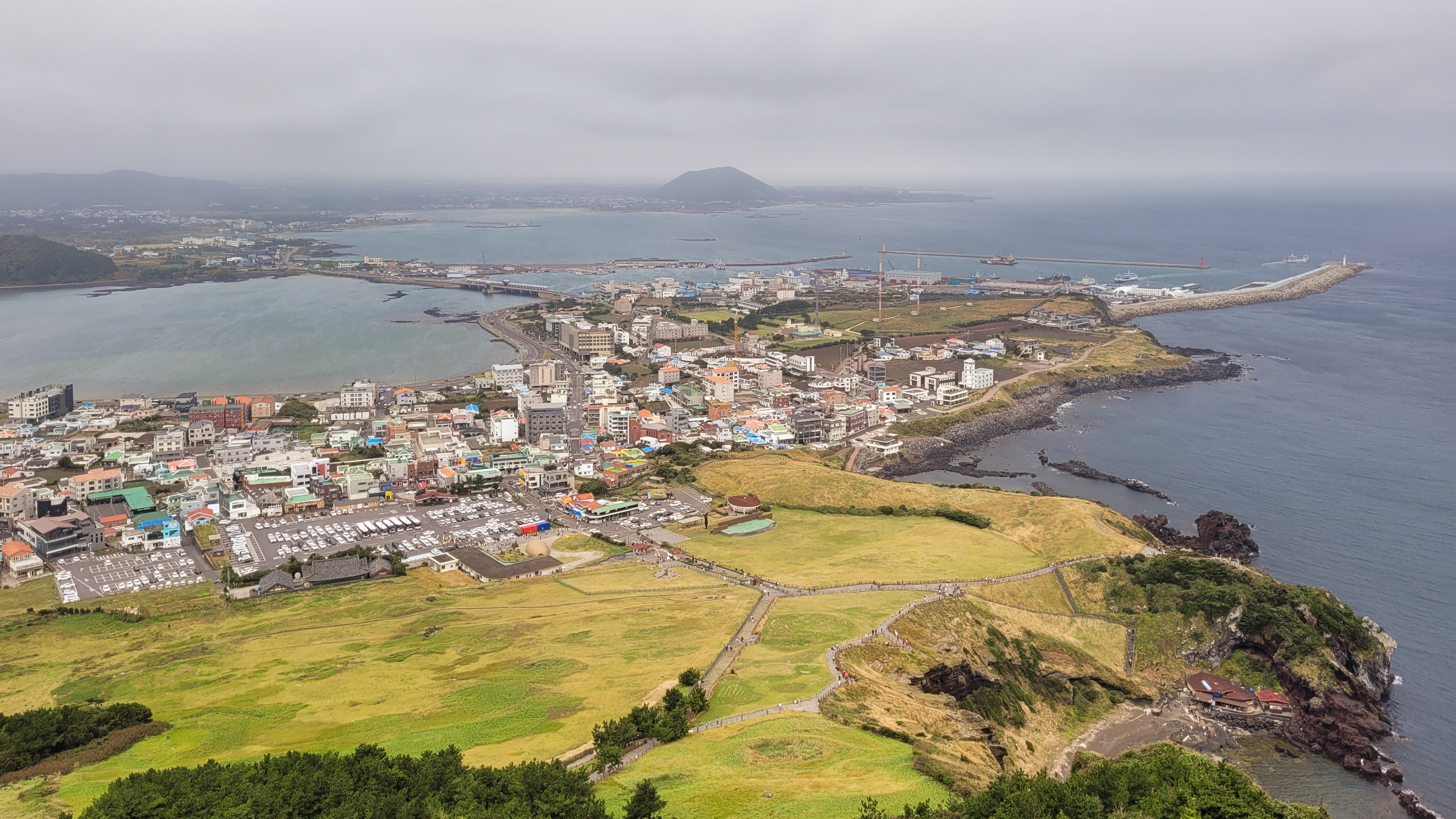
Vue sur la ville depuis le sommet du Seongsan Ilchulbong.